# Perthes (Ardennes)
Perthes település Franciaországban, Ardennes megyében. Lakosainak száma 303 fő (2022. január 1.). Perthes Alincourt, Annelles, Biermes, Juniville, Neuflize, Sault-lès-Rethel, Tagnon és Thugny-Trugny községekkel határos.

## Népesség
A település népességének változása:
| Lakosok száma | 351  | 294  | 285  | 283  | 301  | 301  | 309  | 307  | 306  | 303  |
|               | 1968 | 1982 | 1990 | 2006 | 2013 | 2015 | 2017 | 2019 | 2020 | 2022 |